# El vigilante (libro)
El Vigilante (The Watchman) es una novela escrita por Robert Crais y publicada por Editorial Orión en el 2007. Corresponde a la decimocuarta aparición del dúo de detectives de ficción Elvis Cole y Joe Pike.

## Trama
Larkin Conner Barkley es la hija del multimillonario Conner Barkley. Un día, Larkin iba conduciendo por la carretera cuando chocó contra otro coche.

Un herido y dos pasajeros iban dentro de él. Cuando Larkin intentó llamar a una ambulancia, los pasajeros y el herido escaparon. Sin embargo, Larkin tomó las placas, y la policía las reconoció. Eran de George y Elaina King. George y Elaina King eran unos criminales.
Entonces, los King contactan a Alexander Meesh, otro criminal, para que mate a Larkin, puesto que ella era una testigo de cómo los King habían huido, e iba a declarar en su contra en unas semanas.
A pesar de que estaba dentro de un programa de protección casi la matan, y por eso, su padre, Conner Barkley, decide contratar a Joe Pike para proteger a Larkin.

Una serie de pistas van descifrando que alguien que conoce a Joe Pike o a Larkin está diciendo a los criminales dónde se encuentra ella. Así que Joe Pike decide alejarse de todos los que conoce, excepto de Elvis Cole, un detective y amigo. Varias veces intentan matar a Larkin, pero esto disminuye cuando Pike la aleja de todos los demás que conoce.

Mientras la investigación continúa, varios datos revelan que George y Elaina King están muertos, y que quien desea matar a Larkin es Alexander Meesh, impulsado por razones desconocidas.

Pike mantuvo a salvo a Larkin varios días. Pero una entrevista hecha por Elvis Cole a una empleado de la policía nacional, descubrió que Alex Meesh había muerto.

Todos estos datos, llevaron a Pike y Cole a investigar a profundidad los contactos de los King y de Meesh.
Descubrieron a un señor, Khali Vahnnich, que distribuía dinero a narcotraficantes y delincuentes buscados. Varias otras pistas dieron lugar a la idea de que Vahnnich era el que quería matar a Larkin, pero no sabían porqué.
Entonces, una empresa de Conner Barkley se ve envuelta en una serie de misteriosas compras de bienes, y Pike investiga a Conner Barkley. Sin embargo, Conner confiesa que su abogado había estado comprando y vendiendo bienes sin que él se diera cuenta, y había escapado.

Entonces, Pike comenzó a buscar una razón, y dio con el resultado: Vahnnich había prestado una cantidad enorme de dinero a los King. Los King habían demorado mucho en pagar, y decidieron pedir fondos al abogado de Conner Barkley, que era narcotraficante. Khali se desesperó y mató a los King, mientras exigía al abogado de Conner que le pagara.
Pike se dio a la tarea de rastrear a Khali, y pidió ayuda a Frank García, un mexicano que podía rastrearlo, para encontrarlo. Elvis y Joe encontraron a Khali, rescataron a Larkin y mataron a Vahnnich. De todo el trabajo hecho, Joe Pike no recibió nada, puesto que decidió darle el dinero a Jon Stone, un amigo de Joe.

## Personajes
Los personajes primarios son Joe Pike, Elvis Cole y Larkin Conner Barkley. Entre los personajes secundarios están George King, Elaina King, Conner Barkley, Khali Vahnnich y Alexander Meesh. Los personajes terciarios son el abogado de Conner Barkley y Frank García.

### Joe Pike
Joe Pike es uno de los personajes principales. Es detective, encargado de cuidar y vigilar a Larkin Conner Barkley. Es amigo de Elvis Cole, y trabajó con los marines. Entró a las fuerzas armadas como bota, entrenado por el Oficial Bud Flynn. El primer día de entrenamiento, ascendió al grado de Oficial, recibiendo una insignia por haber arrestado a dos personas. Trabajó en África una vez y trabaja con Elvis Cole en la Agencia de detectives de Elvis Cole.

### Elvis Cole
Elvis Cole es otro de los personajes principales. Es detective y amigo de Joe Pike. Entró a las fuerzas armadas, y al recibir su grado de Oficial creó la Agencia de detectives de Elvis Cole. Ayudó a Joe Pike a resolver el caso de Larkin Conner Barkley.

### Larkin Conner Barkley
Larkin Conner Barkley es la hija del multimillonario Conner Barkley. Tiene 20 años. Le gustan los autos último modelo y se enamoró secretamente de Joe Pike. Trabajó varias veces con Joe Pike o Elvis Cole para ayudar a resolver su propio caso. Tiene un tatuaje en forma de delfín en el trasero